# Éric Dupin
Pour les articles homonymes, voir Dupin.
 (mai 2020).
Si vous disposez d'ouvrages ou d'articles de référence ou si vous connaissez des sites web de qualité traitant du thème abordé ici, merci de compléter l'article en donnant les références utiles à sa vérifiabilité et en les liant à la section « Notes et références ».
Éric Dupin est un journaliste et écrivain français né le 26 mai 1955 à Limoges.

## Biographie
Il étudie au lycée Gérôme de Vesoul, dans la Haute-Saône,.

### Parcours politique
Éric Dupin adhère en 1973 au Parti socialiste. Il anime le groupe d'Orléans des Étudiants Socialistes, que dirige alors, au niveau national, Marie-Noëlle Lienemann. Mais il ne suit pas celle-ci quand, fin 1974, lors des « Assises du Socialisme », elle accompagne Gilles Martinet vers Michel Rocard.
Après le congrès de Pau, lorsque François Mitterrand dissout le MJS (Jeunes Socialistes) et les ES (Étudiants Socialistes), Éric Dupin anime, avec Patrick Weil, le groupe « Socialisme et Université », dans lesquels se regroupent la plupart des groupes ES. Ce groupe, émanation étudiante du CERES, construit sous la houlette de Pierre Guidoni, une stratégie politique et idéologique originale[réf. nécessaire] : adhésion à l'Unef (ex-Renouveau, proche du PCF), détachement des ES de la MNEF codirigée par une alliance trostko - mitterrandiste, construction d'un réseau implanté dans toutes les villes universitaires (3000 adhérents à ses plus belles heures en 1977). Éric Dupin est, notamment, le rédacteur en chef du Crayon entre les Dents, organe de presse périodique[réf. nécessaire]. Ultime facétie l'adresse légale de la publication avait été déposée rue de Bièvre à quelques pas de la résidence personnelle du premier secrétaire du Parti socialiste.
Les articles du journal irritent au plus haut point François Mitterrand, qui fait voter par le bureau exécutif l'interdiction de cette « publication fractionnelle » et menace ses animateurs d'exclusion.[réf. nécessaire] Le Crayon entre les Dents reparait sous l'étiquette mensuel de la Gauche Étudiante. Les rédacteurs adoptent des pseudonymes, et Éric Dupin continue à en assurer la rédaction en chef sous le nom d'Éric Cire. Patrick Weil en est le directeur de la publication, Laurent Mouchard s'invente, pour l'occasion, un nom de plume, Laurent Joffrin, qui lui fera d'autres usages.
En 1977, au Congrès de Nantes, Patrick Weil et Éric Dupin rentrent dans le bureau national du MJS « domestiqué » par François Mitterrand et Édith Cresson (les dirigeants jeunes et étudiants ne sont plus élus par les adhérents mais désignés à la proportionnelle des courants nationaux du parti).
En 1979, une crise politique éclate au CERES, entre Jean-Pierre Chevènement, qui appuie la candidature présidentielle à venir de François Mitterrand, et des groupes attirés vers Michel Rocard (Christian Pierret, Jacques Guyard, Alain Bergounioux...). Éric Dupin refuse cette « fausse alternative » et constitue un groupe « centriste »[réf. nécessaire]. Mais celui-ci ne peut subsister de façon autonome une fois la scission consommée.
Éric Dupin s'éloigne alors du militantisme politique, se positionnant en observateur critique de la gauche.

### Carrière professionnelle
Après une maîtrise d'économie (Université Panthéon-Sorbonne), Éric Dupin est admis à Sciences Po Paris (1977-1978).
Quelques mois rédacteur du Quid, il prend sa première plume de journaliste professionnel à Jeune Afrique, puis au Bulletin quotidien. En 1981, il rejoint la rédaction de Libération, dont il est, jusqu'en 1996, le spécialiste de l'analyse du monde politique et des sondages d'opinion.
Il est ensuite chroniqueur à L'Événement du jeudi, La Correspondance économique, France-Soir, L'Express. Il participe au lancement de l'hebdomadaire Marianne, mais en quitte rapidement la rédaction. Il est, pendant plus de deux ans, rédacteur en chef du site internet « Canal IPSOS ».
Après un retour à Libération (1999 - 2001), il collabore à France Culture et à L'Express, ainsi qu'à Enjeux-Les Échos, en tant que chroniqueur.
Chroniqueur au Figaro, il a interrompu sa collaboration avec ce journal à la suite de la censure de l'un de ses articles, consacré à la chute de popularité de Nicolas Sarkozy, censure qu'il a attribuée à une décision d'Etienne Mougeotte.
En août 2008, il devient rédacteur en chef de Marianne2, la version web de Marianne. Il quitte ces fonctions en octobre de la même année, évoquant des divergences éditoriales.
Fin 2011, il devient chroniqueur politique, le temps de la campagne présidentielle française sur Rue89. Il collabore ensuite avec le site internet arrêt sur images pour lequel il réalise des reportages .
Il est chargé de cours à Sciences-Po Paris, tient un blog d'analyse politique, et a publié plusieurs ouvrages sur des sujets politiques et de société.
Dans les années 2010, il collabore au Monde diplomatique et à Slate.

## Enquête
Le journaliste a infiltré Génération identitaire en 2014 et 2015, puis en a tiré la publication de La France identitaire. Selon Libération, l'ouvrage « se distingue par son approche dépassionnée du phénomène [identitaire], et son souci d’en éclairer les origines humaines et intellectuelles. Une série de courtes enquêtes emmène le lecteur à la découverte de Génération identitaire, petit mouvement spécialiste de l’agit-prop islamophobe et anti-immigrés. Mais aussi de l’écrivain Renaud Camus, qui, avec sa formule à succès « grand remplacement », a mis de nouveaux mots sur une vieille idée de l’extrême droite ; d’un Alain Finkielkraut devenu, comme Eric Zemmour, l’antenne relais de toutes les angoisses identitaires ; ou encore d’un FN écartelé entre son discours officiel, républicain et assimilationniste, et les attentes nettement plus radicales d’une bonne partie de sa base »

## Ouvrages
- Cinquante ans de sondages IFOP, Paris, InterÉditions, 1990
- L'Après-Mitterrand, Paris, Calmann-Lévy, 1991
- Le Disciple - Les dix leçons que Jospin apprit de Mitterrand, Paris, Plon, 1998[11]
- Sortir la gauche du coma - Comprendre les racines d'un désastre, Paris, Flammarion, 2002
- L'Hystérie identitaire, Paris, Le Cherche Midi, 2004
- Une société de chiens : Petit voyage dans le cynisme ambiant, Paris, Le Seuil, 2006
- À droite toute, Paris, Fayard, 2007
- Voyages en France, Paris, Le Seuil, 2011[12]
- La Victoire empoisonnée, Paris, Le Seuil, 2012
- Les Défricheurs : Voyage dans la France qui innove vraiment, Paris, La Découverte, 2014[13],[14]
- La France identitaire. Enquête sur la réaction qui vient, Paris, La Découverte, 2017[15],[16]